# Ліга Гояно
Ліга Гояно (порт.-браз. Campeonato Goiano de Futebol) — чемпіонат штату Гояс з футболу, в якому беруть участь всі найсильніші клуби штату.

## Історія
Ліга Гояно проводиться під егідою ФГФ — Федерації футболу Гояно (порт.-браз. Federação Goiana de Futebol), заснованої в 1939 році. Згідно з рейтингом КБФ, Ліга Гояно на даний момент займає 7-е місце за силою у Бразилії.
Перший чемпіонат штату Гояс пройшов у 1944 році. До 1962 року включно носив статус аматорської першості. З 1963 року введено професіоналізм.
Історично в штаті домінують чотири клуби з Гоянії — «Гояс», «Гоянія», «Віла-Нова» і «Атлетіко Гояніенсе». Однак «Гоянія» останній раз ставала чемпіоном штату в 1974 році, а друге місце займала в 1990 році і в даний час виступає лише у другому дивізіоні чемпіонату штату.
Формат чемпіонату часто змінюється. У 2016 році в турнірі Вищого дивізіону брали участь 10 клубів, розділених на два групи по 5 команд.

## Чемпіони
| Аматорська ера - 1944 — Атлетіко Гояніенсе - 1945 — Гоянія - 1946 — Гоянія - 1947 — Атлетіко Гояніенсе - 1948 — Гоянія - 1949 — Атлетіко Гояніенсе - 1950 — Гоянія - 1951 — Гоянія - 1952 — Гоянія - 1953 — Гоянія - 1954 — Гоянія - 1955 — Атлетіко Гояніенсе - 1956 — Гоянія - 1957 — Атлетіко Гояніенсе - 1958 — Гоянія - 1959 — Гоянія - 1960 — Гоянія - 1961 — Віла-Нова - 1962 — Віла-Нова Професійна ера - 1963 — Віла-Нова - 1964 — Атлетіко Гояніенсе - 1965 — Анаполіс - 1966 — Гояс - 1967 — КРАК | - 1968 — Гоянія - 1969 — Віла-Нова - 1970 — Атлетіко Гояніенсе - 1971 — Гояс - 1972 — Гояс - 1973 — Віла-Нова - 1974 — Гоянія - 1975 — Гояс - 1976 — Гояс - 1977 — Віла-Нова - 1978 — Віла-Нова - 1979 — Віла-Нова - 1980 — Віла-Нова - 1981 — Гояс - 1982 — Віла-Нова - 1983 — Гояс - 1984 — Віла-Нова - 1985 — Атлетіко Гояніенсе - 1986 — Гояс - 1987 — Гояс - 1988 — Атлетіко Гояніенсе - 1989 — Гояс - 1990 — Гояс - 1991 — Гояс - 1992 — Гоятуба - 1993 — Віла-Нова | - 1994 — Гояс - 1995 — Віла-Нова - 1996 — Гояс - 1997 — Гояс - 1998 — Гояс - 1999 — Гояс - 2000 — Гояс - 2001 — Віла-Нова - 2002 — Гояс - 2003 — Гояс - 2004 — КРАК - 2005 — Віла-Нова - 2006 — Гояс - 2007 — Атлетіко Гояніенсе - 2008 — Ітумбіара - 2009 — Гояс - 2010 — Атлетіко Гояніенсе - 2011 — Атлетіко Гояніенсе - 2012 — Гояс - 2013 — Гояс - 2014 — Атлетіко Гояніенсе - 2015 — Гояс - 2016 — Гояс |

## Досягнення клубів
1. Гояс (Гоянія) — 26
2. Віла-Нова (Гоянія) — 15
3. Гоянія — 14
4. Атлетіко Гояніенсе (Гоянія) — 13
5. КРАК (Каталан) — 2
6. Анаполіс (Анаполіс) — 1
7. Гоятуба (Гоятуба) — 1
8. Ітумбіара (Ітумбіара) — 1